# A dónde
A dónde ist ein Song der deutschen Synthpop-Band Cetu Javu, der zunächst am 31. Oktober 1989 als B-Seite der Single „So Strange“ und 1990 auf dem Debütalbum Southern Lands erschien. Es war der größte Erfolg der Band. Der 1990 als A-Seite wieder veröffentlichte Song erreichte in Spanien Platz 2 der Single-Charts.

## CD-Produktion
Der Titel wurde im Jahre 1989 in den Hansa-Tonstudios in Berlin aufgenommen und abgemischt. Produziert wurde er von Cetu Javu und Toningenieur Matthias Härtl, als Assistant Engineers unterstützten Shannon Strong, A. Moses Schneider und Alex Leser.
Nach einigen Komplikationen während der Studio-Arbeiten und diversen Unstimmigkeiten mit ZYX Records koppelten Cetu Javu im Herbst 1989 das Lied „So Strange“ aus der bevorstehenden LP aus. Auf der B-Seite der Platte befand sich der spanischsprachige Titel „A dónde“, der bis auf Platz 2 der spanischen Charts kletterte und damit Bands, wie Depeche Mode mit „Policy of Truth“ oder „Nothing Compares 2 U“ von Sinéad O’Connor, überholte. Stefan Engelke wurde kurz nach der Herausgabe von „So Strange“ durch Thorsten Kraass ersetzt.
Da „A dónde“ ursprünglich eine B-Seite war, wurde der Titel 1990 von Blanco y Negro Music nur für spanischsprachige Länder als A-Seite wieder veröffentlicht. Danach folgten Tourneen der Band durch ganz Spanien bis nach Argentinien. Sowohl „Have in Mind“ als auch „A dónde“ wurden Hits.
1991 wurde die Maxi-Single „Por que?“ unter Blanco y Negro Music herausgebracht, die ebenfalls nur im spanischsprachigen Raum zu erhalten war. Auch dieser Song trat in die Charts ein. 1994 brachte die Band eine Reihe von Maxi-Singles heraus, darunter einen Remix von „A dónde“.

## Rezeption in der Presse
magaScene Hannover berichtete in ihrer Ausgabe vom Mai 1991 in den Szenemitteilungen: „Ihre letzte Maxi »Adonde« befand sich wochenlang in den spanischen Top 12 und soll dort auch Gold erreicht haben – aber eine Abrechnung über die Verkäufe hat Cetu Yavu (sic!) noch nicht bekommen. Jedenfalls hat Hannovers Vorzeigeelektronikband am Ammersee (bei Fancy) eine neue Maxi eingespielt: »Don’t leave me«.“

## Titellisten
7″ Single (Deutschland, 1989, ZYX Records)
1. „So Strange“ – 3:58
2. „Adonde“ – 3:58

Spanish Promo 7″ Single (Spanien, 1990, Blanco y Negro Music)
1. „Adonde“ – 3:58 (auch: „¿A dónde?“)
2. „So Strange“ – 3:58

12″ Single (Deutschland, 1989, ZYX Records)
1. „So Strange“ (Extended Version) – 6:03
2. „Adonde“ (Extended Version) – 6:10
3. „Fight Without a Reason“ – 2:47

12″ Single (Spanien, 1993, Modermusic EP.1003 M)
1. „A dónde“ (Remix) – 5:30
2. „Una Mujer (Original)“ – 4:38

Ein Razormaid-Edit ist auf dem Sampler „Razormaid! Records Anniversary Nine-Point-Zero“ enthalten. Im Jahre 1994 erschien der Titel auf der Remix-Collection „Tiempo de Remixes“ (Modermusic), 1998 als 12″ Single „A dónde vas“ und noch einmal im Jahr 2000, auf der Doppel-CD „Los Nº 1 del Tecno Pop Español“ (Blanco y Negro Music). Der Remix des Titels befindet sich zudem auf der brasilianischen 12″ Singles Collection (2006). Auf dem ZYX-Records-Sampler „Retro Electro“ (2009) wurde neben der Originalversion von „A dónde“ der Capaso Edit (5:32 Min.) des Titels veröffentlicht.